# Рита Хейуорт и спасение из Шоушенка
«Ри́та Хе́йуорт и спасение из Шоуше́нка» (англ. Rita Hayworth and Shawshank Redemption) — повесть американского писателя Стивена Кинга, написанная в стиле психологического реализма. Впервые была опубликована в 1982 году издательством Viking Press в авторском сборнике «Четыре сезона». Позже она вошла в сборник «Стивен Кинг идёт в кино». Сюжет повествует о бывшем вице-президенте банка Энди Дюфресне, которого ошибочно признают виновным в убийстве жены и её любовника, и он попадает в тюрьму Шоушенк, в которой процветают коррупция и насилие.
Стивен Кинг называл «Риту Хейуорт и спасение из Шоушенка» историей тюремного побега в духе старых фильмов Warner Bros. Pictures. Произведение, написанное в несвойственном Кингу жанре и вднохновлённое творчеством Александра Дюма, считается одной из лучших работ писателя.
Повесть была экранизирована в 1994 году Фрэнком Дарабонтом, главные роли в фильме исполнили Тим Роббинс и Морган Фримен. «Побег из Шоушенка» собрал скромную кассу, но получил семь номинаций на премию «Оскар» и по настоящий момент занимает верхние строчки в списках лучших фильмов всех времён. В 2009 году повесть была адаптирована для театральной сцены в Великобритании. Пьесса получила неоднозначные отзывы. В 2024 постановка с участием международной труппы актёров появилась в Китае.

## Сюжет
Действие происходит в штате Мэн, повествование ведётся от лица заключённого тюрьмы Шоушенк — 57-летнего ирландца Эллиса (Рэда) Реддинга (англ. Ellis (Red) Redding). В 1938 году Рэд подстроил автокатастрофу, перед этим застраховав свою жену на крупную сумму, но не учёл того, что в машину жены сядут соседка с ребёнком. В итоге за тройное убийство Рэд осуждён на три пожизненных заключения, что исключает для него всякую возможность выйти на свободу в обозримом будущем. Он не особенно раскаивается в содеянном, но отмечает, что «если бы у меня был шанс повторить всё сначала, возможно, я поступил бы иначе». На территории тюрьмы Рэд важный человек и имеет большой авторитет среди других заключённых — его связи позволяют достать почти любую контрабанду (от молочных коктейлей до книг о политике).
Однажды, в 1948 году, к Рэду обращается Энди Дюфресн (англ. Andy Dufresne) — заключённый, прибывший в Шоушенк год назад. Дюфресна приговорили к пожизненному заключению за убийство жены и её любовника, и хотя он и заявлял о своей невиновности, все улики указывали на него. Энди привлекает внимание Рэда — бывший вице-президент банка, по натуре интеллигентный и хладнокровный человек, резко выделяется на фоне остальных заключённых. Энди обращается к Рэду с необычной просьбой — достать геологический молоток; при этом Энди поясняет, что занимается коллекционированием минералов и молоток ему нужен, чтобы обрабатывать камни, найденные на прогулочном дворе тюрьмы. Рэд выполняет заказ Энди, а год спустя тот обращается к нему снова и заказывает большой плакат с изображением актрисы Риты Хейуорт. Попав в тюрьму, Энди Дюфресн сразу обращает на себя внимание группы «Сестёр», избивающих и насилующих других заключённых; насильников привлекает ухоженный вид Энди, его приятная внешность и абсолютное спокойствие. После нескольких стычек «Сёстры» всё же насилуют Энди, но тот решает сопротивляться до конца. Через некоторое время предводитель «Сестёр» Богз Даймонд (англ. Bogs Diamond) оказывается сильно избитым в своей камере (Рэд предполагает, что это Дюфресн заплатил охранникам 500 $, чтобы те избили Богза) и после этого война Энди с «Сёстрами» окончательно утихает.
Однажды, случайно услышав, как охранник Байрон Хедли (англ. Byron Hadley) жалуется своему коллеге на размер налога, которым облагается наследство, которое он недавно получил, Энди предлагает охраннику помощь в решении этого вопроса. По обычаям тюрьмы Шоушенк такой поступок крайне опасен — заключённый никогда не должен показывать, что слышит разговоры охранника, а тем более что-то предлагать ему; нарушителя за это могут искалечить и даже убить. Но удача оказывается на стороне Энди — Хедли принимает его предложение и в знак благодарности угощает всех заключённых пивом. Слух о произошедшем быстро разносится по тюрьме, и Энди Дюфресн становится влиятельной фигурой как заключённый, полезный тюремной администрации, поскольку способен дать финансовые советы и помочь с налоговыми декларациями и кредитами.

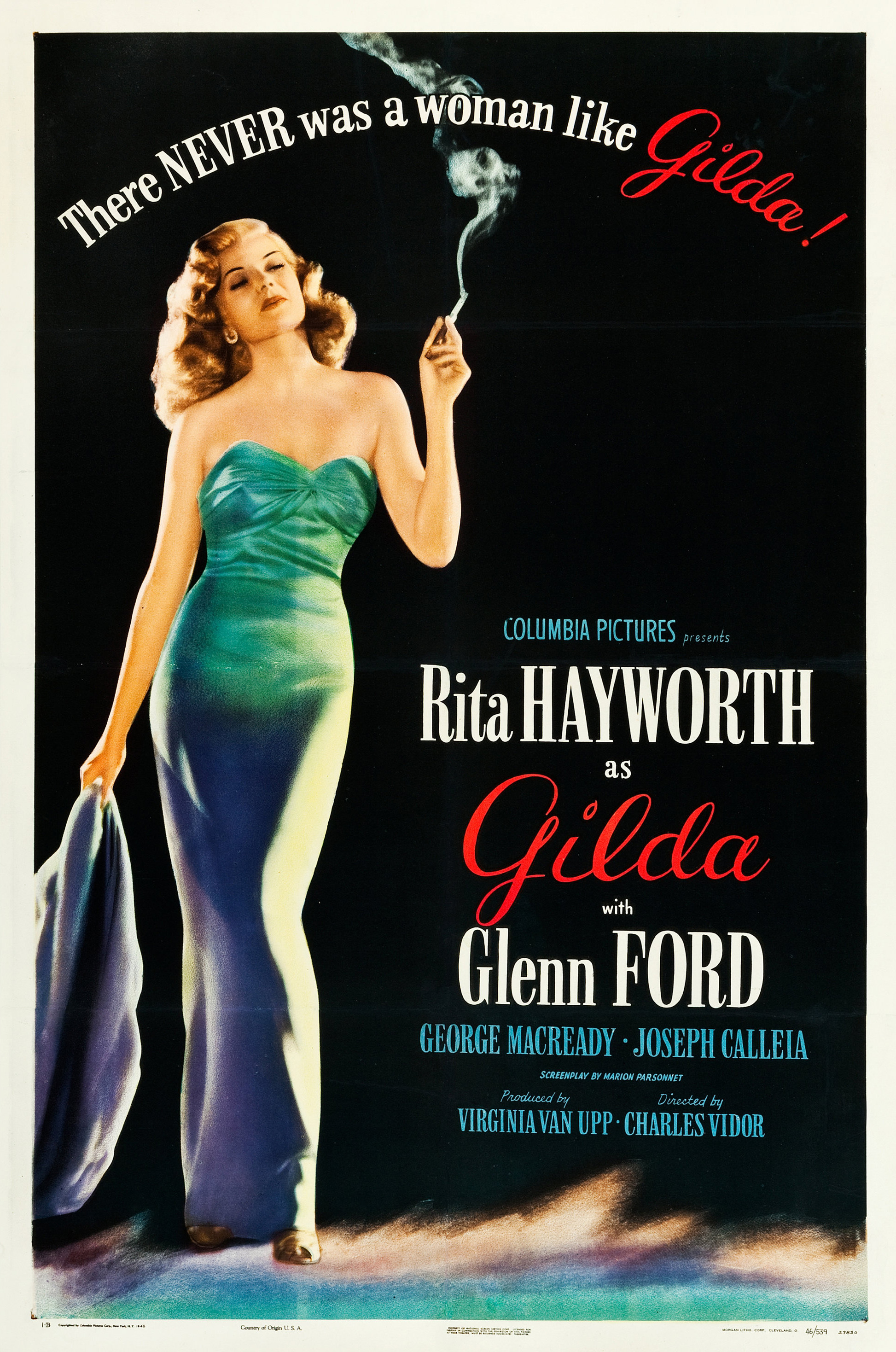
Рита Хейуорт — американская киноактриса, имя которой фигурирует в названии повести. В кабинете особняка Стивена Кинга в Бангоре висит постер её фильма «Гильда», подаренный ему Фрэнком Дарабонтом

Из прачечной Энди переводят в тюремную библиотеку — эта должность оставляет больше времени на работу с финансовой документацией тюрьмы (в Шоушенке процветают финансовые махинации, а тюремной администрации нужен человек, способный отмывать деньги). Но, став библиотекарем, Энди также старается помочь заключённым — добивается от сената штата Мэн финансирования для расширения библиотеки и помогает получать образование, готовя заключённых к жизни после освобождения. Обучая заключённых, Энди знакомится с Томми Уильямсом (англ. Tommy Williams), который во время очередного обучения рассказывает ему про своего бывшего сокамерника (грабителя и убийцу-психопата Элвуда Блейча (англ. Elwood Blotch)), который хвастался, что убил жену одного юриста и её любовника, а за убийство посадили самого юриста (Энди посчитал, что необразованный человек легко мог перепутать юриста и банкира). Слушая Томми, Энди понимает, что это его шанс — на основании показаний Уильямса можно найти Блейча и добиться пересмотра дела. Но начальник тюрьмы Сэмюэл Нортон (англ. Samuel Norton) не может позволить Энди выйти на свободу, так как тот слишком много знает о его махинациях, и к тому же ему выгодно иметь такого бухгалтера, как Дюфресн (также Нортона раздражает, что Энди сохранил в себе гордость и оптимизм в отличие от других заключённых, а Нортон хотел видеть его сломленным), поэтому он отказывает Энди и сажает его в карцер на 20 дней; Уильямсу же Нортон помогает перевестись в другую тюрьму с менее строгим режимом (подальше от Энди). Уже в карцере Энди заявляет Нортону, что больше не будет вести его бухгалтерию, но тот угрожает превратить жизнь Энди в ад и уничтожить тюремную библиотеку; Дюфресн вынужден подчиниться.
После 18 лет, проведённых в тюрьме, Энди рассказывает Рэду, что незадолго до ареста он распродал свои активы и инвестировал их на имя Питера Стивенса (англ. Peter Stevens) — у этого несуществующего человека есть водительские права и карточка социального страхования, а документы на его имя хранятся в сейфе Портлендского банка, но ключ от него лежит под камнем на лугу в небольшом городе Бакстоне недалеко от Шоушенка, его туда положил уже умерший друг Энди: «В Бакстоне есть большой луг. С севера он ограждён каменной стеной, как в стихотворении Роберта Фроста. И возле этой стены лежит камень, который не имеет отношения к этому лугу в Мэне». Точно описав, как найти это место, Энди добавляет, что когда-нибудь Питеру Стивенсу будет принадлежать небольшой отель в Зихуатанехо на тихоокеанском побережье Мексики. Энди также говорит Рэду, что ему будут нужны люди, которые знают, как доставать нужные вещи.
В течение 27 лет заключения у Энди в камере один за другим, закрывая лаз, провисели 6 плакатов — Рита Хейуорт, Мэрилин Монро, Джейн Мэнсфилд, Хейзел Корт, Ракель Уэлч и Линда Ронстадт.   
В марте 1975 года, после почти 27 лет заключения, Энди Дюфресн исчезает из своей камеры. Поиски на территории тюрьмы и в окрестностях не приносят результатов. Придя в бешенство, Нортон лично осматривает камеру Энди и, содрав со стены плакат с изображением Линды Ронстадт, он обнаруживает за ним большую дыру. Оказывается, геологический молоток нужен был Энди не только для того, чтобы обрабатывать камни — с его помощью он в течение 27 лет проделывал отверстие в стене, вынося раскрошенный цемент в карманах и в конце концов добрался до канализационной трубы, пробил в ней дыру и через неё выбрался на свободу; а благодаря тому, что Дюфресн стал в тюрьме очень полезным человеком, его камеру никогда тщательно не обыскивали и даже не додумывались заглянуть за плакат, который закрывал дыру (при этом Энди 8 месяцев делил свою камеру с другим заключённым, который постоянно жаловался на сквозняки в камере, но никто из охраны тюрьмы тоже не придал этому значения). Через 3 месяца после побега Энди Дюфресна Сэмюэл Нортон уходит в отставку и новым комендантом тюрьмы становится капитан Ричард Гоньяр (англ. Richard Gonyar), а через полгода Рэд получает пустую открытку из городка Макнери (штат Техас) и понимает, что именно там Энди пересёк границу.
В середине 1976 года, после почти 38 лет заключения, Рэд получает условно-досрочное освобождение, но выйдя на свободу, он понимает, что ему нет места в окружающем мире — за 38 лет, проведённые в тюрьме, он перестал даже представлять себя вне её стен. Развлечением Рэда становятся поиски камня Энди; по выходным он путешествует автостопом в Бакстон, разыскивая подходящие окрестности, и через несколько месяцев Рэд находит тот самый луг с камнем, под которым он обнаруживает конверт с 1000 $ и письмом, в котором Энди приглашает Рэда присоединиться к нему в Зихуатанехо. Прочитав письмо, Рэд обдумывает ситуацию — он не имеет права покидать США, но рассудив, что это не слишком тяжёлое преступление, решает ехать к Энди.

## Публикация
Произведение было написано под впечатлением от романа Александра Дюма «Граф Монте-Кристо», и, возможно, рассказа «Бог правду видит, да не скоро скажет» Льва Толстого. В повести фигурирует около пятидесяти персонажей, а произведение предварял подзаголовок «Весны извечные надежды» (англ. Hope Springs Eternal). Кингу не понравилось название, которое он дал повести — автор считал его неуклюжим. Кинг характеризовал свою работу как историю тюремного побега в духе старой зернистой ленты «Warner Brothers» c Джеймсом Кэгни. Он начал писать повесть сразу после окончания романа «Мёртвая зона». Второстепенный персонаж Брукс Хэтлен был назван в честь Бартона Хэтлена, профессора университета штата Мэн, в котором Кинг проходил обучение. Профессор написал множество статей в поддержку своего студента. Фамилия главного героя связана с минералогией, что дополнительно ассоциирует Энди с камнями и геологией.
Повесть впервые была опубликована в сборнике «Четыре сезона», выпущенном издательством «Viking Press» 27 августа 1982 года. Первый тираж сборника составил 200 000 экземпляров. Редактором повести выступил Джон Уильямс, объём произведения составил 96 страниц.
Аудиокнига была выпущена компанией «Penguin Audiobooks» на CD-дисках и аудиокассетах в 1995 году. Текст читал Фрэнк Миллер. В 2009 году «Рита Хейуорт и спасение из Шоушенка» также попала в сборник «Стивен Кинг идёт в кино».
Существует шесть различных переводов произведения на русский язык. Каждая вариация по своему передавала название романа: «Домашний адрес: тюрьма» (С. Таск и В. Каневский), «Рита Хейворт в Шоушенской тюрьме» (О. Лежнина), «Дорога из ада» (М. Опалева), «Побег из Шоушенка» (издательство «Кэдмен») и «Рита Хейуорт и спасение из Шоушенка» (Е. Александрова).
Люди часто удивлялись, узнав, что фильм «Побег из Шоушенка» является адаптацией повести Стивена Кинга — настолько она идёт вразрез с общим восприятием его как автора книг о клоунах-убийцах, отелях с привидениями и супер-вирусах. В интервью писатель описывал такую историю — однажды Кинг в супермаркете встретил старушку, которая сказала ему: «Я знаю, кто вы такой. Вы писатель ужасов. Я не читала ни одной вашей книги, но я уважаю ваше право их писать. Я просто люблю вещи более подлинные, такие как „Побег из Шоушенка“»; и несмотря на то, что Кинг сказал ей, что эту повесть тоже написал он, старушка заявила, что это был не он и «ушла своей дорогой».
| Название сборника                     | Переводчик      | Год  | Издательство               | Место издания    | Серия                            | Тираж (в тысячах) | Примечание                                                            | Источник |
| ------------------------------------- | --------------- | ---- | -------------------------- | ---------------- | -------------------------------- | ----------------- | --------------------------------------------------------------------- | -------- |
| «Похоронная компания»                 | Сергей Таск     | 1991 | Дальневосточное кн. изд-во | Владивосток      | Тихоокеанская библиотека         | 50                | Поименована как «Домашний адрес: тюрьма»                              | [ 21 ]   |
| «Вёрткая пуля»                        | —               | 1993 | Абрис                      | СПб              | —                                | 50                | Поименована как «Домашний адрес: тюрьма»                              | [ 22 ]   |
| «Куджо»                               | О. Лежнина      | 1993 | Кэдмэн                     | Москва           | Мастера остросюжетной мистики    | 125               | Поименована как «Рита Хейворт в Шоушенской тюрьме»                    | [ 23 ]   |
| «Кэрри»                               | В. Каневский    | 1993 | Эспада                     | Харьков          | Мастера остросюжетной мистики    | 50                | Поименована как «Домашний адрес: тюрьма»                              | [ 24 ]   |
| «Копилка сатаны»                      | М. Опалева      | 1996 | Платан                     | Харьков          | Стивен Кинг. Собрание сочинений  | 35                | Поименована как «Дорога из ада»                                       | [ 25 ]   |
| «Дорога из ада»                       | —               | 1997 | Олимп                      | Баку             | Мир мистики                      | 5                 | —                                                                     | [ 26 ]   |
| «Четыре сезона»                       | —               | 1998 | АСТ                        | Москва           | Стивен Кинг. Собрание сочинений  | 20                | Поименована как «Рита Хейуорт и спасение из Шоушенка»                 | [ 27 ]   |
| «Способный ученик»                    | —               | 1999 | АСТ                        | Москва           | Стивен Кинг. Собрание сочинений  | 23                | Поименована как «Рита Хейуорт и спасение из Шоушенка». Мягкая обложка | [ 28 ]   |
| «Рита Хейуорт, или Побег из Шоушенка» | Кэдмен          | 2007 | АСТ, АСТ Москва, Харвест   | Москва, Минск    | Кинороман                        | 6,8               | —                                                                     | [ 29 ]   |
| «Побег из Шоушенка»                   | Е. Александрова | 2008 | АСТ, АСТ Москва            | Москва           | Кинороман                        | 4                 | Мягкая обложка                                                        | [ 30 ]   |
| «Побег из Шоушенка»                   | Кэдмен          | 2008 | АСТ, АСТ Москва            | Москва           | Классическая и современная проза | 3                 | —                                                                     | [ 31 ]   |
| «Стивен Кинг идёт в кино»             | Кэдмен          | 2010 | АСТ, АСТ Москва, ВКТ       | Москва, Владимир | Тёмная башня                     | 7                 | Поименована как «Побег из Шоушенка»                                   | [ 32 ]   |

## Критика
К 15 августа 1982 года сборник «Четыре сезона» достиг первого места в списке бестселлеров по версии «The New York Times», а по итогам года занял седьмую позицию. По результатам голосования, организованного журналом «Rolling Stone», повесть в десятке лучших произведений автора заняла девятое место, расположившись между романами «Колдун и кристалл» и «Мёртвая зона». Написанная в «анти-Бахманновском» стиле с финалом, полным надежд и оптимизма, повесть считается одной из лучших работ писателя. Интимная повествовательная форма от первого лица, чёткие персонажи, неявное напряжение и страх тюрьмы в совокупности делают «Спасение из Шоушенка» одной из самых любимых историй Кинга. Джордж Бим считал сборник замечательным квартетом историй, а трогательность и эмоциональность «Риты Хейуорт…» стала приятным сюрпризом от автора, написавшего «Кэрри» и «Сияние». Вдумчивое описание Энди Дюфресна и Рэда вызывает сочувствие к судьбе двух мужчин, к их медленно развивающейся, осторожной тюремной дружбе.
Тони Мэджистрэйл отмечал, что у Энди Дюфресна и Джона Смита (персонажа «Мёртвой зоны») много общего — это скромные люди с интеллектом выше среднего, попадающие в ситуации, которые испытывают их независимость и выносливость. Каждый из этих людей защищён от безумия и жестокости своего рода внутренним экраном. Оставшиеся в живых, они вынуждены приспосабливаться к радикальным изменениям в их жизни, не поддаваясь цинизму и отчаянию. И хотя их трудно назвать одиночками, каждый из них существует вне периметров общества, поскольку они оба изолированы от основного потока жизни. Оба персонажа способны видеть ситуацию ярко и без иллюзий. Моральные устои спасают обоих от превратностей судьбы. Публицист назвал заглавие повести «странным выбором», а образы Риты Хейуорт и других актрис и певиц с плакатов — «сексуальных сирен недосягаемой женственности» — путём к освобождению. Майкл Р. Коллинз считал, что идеализм характера Энди Дюфресна в повести противопоставлен ужасающей тюрьме Шоушенк. Энди «приносит свет во тьму», а его побег является «данью неукротимости человеческого духа». Кажущаяся хрупкость Энди и Джона опровергается их «невероятной внутренней силой» и, несмотря на потерю большей части жизни, они полны решимости наилучшим образом распорядиться тем немногим, что у них осталось.
Журналист Вадим Эрлихман счёл, что эта повесть стоит особняком среди трёх остальных в сборнике «Четыре сезона». Главный герой, несмотря на издевательства охранников и сокамерников, желающих вывалять его в грязи, унизить и «превратить в педераста», не сломился и смог выбраться на свободу. У Энди и Рэда осталось главное — надежда, несмотря на то, что их лучшие годы «сожрала тюрьма». Критик иронично завидовал американским заключённым, имеющим доступ к плану тюрьмы, по которому можно разрабатывать маршрут побега. Кристофер Леман-Хаут, обозреватель газеты «The New York Times», назвал «Спасение из Шоушенка» умным и торжественным. Критик писал, что вместе с «Телом» эта повесть значительно превосходит произведения Кинга, написанные в жанре хоррора; также в повести Кинг затрагивает темы вины, невиновности и свободы. Джеймс Смит, сотрудник «The Guardian», отдавал предпочтение экранизации, а не первоисточнику.

## Адаптации

### Кино

Съёмки фильма проходили в довольно жёстком графике: в рабочие дни они занимали от 15 до 18 часов, 6 дней в неделю, в течение трёх месяцев внутри бывшей исправительной тюрьмы штата Огайо, в Мэнсфилде, и на близлежащих территориях

Повесть была экранизирована Фрэнком Дарабонтом в 1994 году. Роль Энди Дюфрейна сыграл Тим Роббинс, а роль Рэда — Морган Фримен. Фильм, не сильно отличившийся в прокате, получил семь номинаций на премию «Оскар», в том числе за лучший фильм и лучший адаптированный сценарий. Дарабонт впоследствии стал режиссёром и «Зелёной мили». Он говорил: «Я никогда не думал, что сниму хотя бы один фильм о тюрьме, тем более — два. У меня нет какого-то неуместного увлечения этим местом. Так уж случилось, что я нашёл две лучших истории, и обе они пришли от одного и того же автора». Некоторые диалоги в фильме Фрэнк позаимствовал дословно из книги, а другие сюжетные ходы были полностью его задумкой. Так, в повести второстепенный персонаж Брукс Хэтлен умирает в доме престарелых, а в фильме он кончает жизнь самоубийством; также в повести коррумпированный комендант тюрьмы Сэмюэл Нортон уходит в отставку после побега Энди Дюфрейна, а в фильме он кончает с собой, чтобы не попасть под суд.
Оценив написанный сценарий, Кинг решил, что в нём «слишком много разговоров». Писатель и режиссёр договорились о стоимости прав на экранизацию в 1000 $ при условии, что если фильм не получится, Кинг вернёт деньги обратно. В итоге годы спустя Кинг отправил необналиченный чек обратно Дарабонту, вложив его в рамку и подписав: «Просто на случай, если тебе когда-нибудь понадобятся деньги, с любовью, Стив». При бюджете в 25 000 000 $ кассовые сборы незначительно превысили 28 000 000 $. Рейтинг фильма на агрегаторе Rotten Tomatoes составил 91 % из 100 возможных. Резюме сайта — «Приносящая глубокое удовлетворение драма с чёткой режиссурой и прекрасной актёрской игрой».
Кинг называл экранизацию великим фильмом. Писатель отмечал, что сценарий Дарабонта, превышающий сто тридцать страниц, был невероятно верен истории — «Я прочёл его, грустно усмехаясь: „Замечательно. Но никто его не снимет. Почему-то ничего даже не взрывается“». Тем не менее, благодаря влиянию кинокомпании «Castle Rock Entertainment», принадлежащей Робу Райнеру, реализация первоначального замысла фильма практически не отступала от сценария. Позже лента нашла свою аудиторию и была включена в списки лучших фильмов всех времён. Кинг писал: «Люблю ли я его? Да. У истории есть сердце, а у фильма оно больше<…> Фильм наполнен добротой. Мне никогда не нравилась сцена со „Свадьбой Фигаро“<…>, но всё остальное просто сияет. История сложна в тех местах, в которых она должна быть такой, она полна чувств без сентиментальности». Писателю также понравилось, что кино раскрывает темы любви и выживания.

### Театр
Повесть была адаптирована в качестве театральной постановки. Пьеса стартовала со сцены театра Уэст Энд. Роль Энди сыграл Кевин Андерсон, а Рэда — Рэг Кэти. Адаптацией занимались Оуэн О’Нил и Дейв Джонс, режиссированием — Питер Шеридан. На пьесу серьёзно повлияла картина Дарабонта. Актёры были загримированы под своих киноколлег. Версия названия также перекочевала из киноленты, хотя первоначально авторы хотели добавить имя Риты Хейуорт. Сценарий был утверждён самим Стивеном Кингом. Всё действие пьесы было сосредоточено в тюрьме.
Постановка была неоднозначно воспринята критиками. Кэтти Кэллуэй, критик The Guardian, писала, что сцены убийств и группового изнасилования заставили сделать перерыв в просмотре пьесы. Дружба между двумя мужчинами имеет предсказуемый финал и не делает постановку лучше, чем кино. Чарльз Спенсер посоветовал купить DVD с фильмом, поскольку игра актёров уступает картине почти во всех отношениях, а их выбор был «мягко говоря предсказуемым». Не будучи большим поклонником экранизации, он всё же отметил, что фильм Дарабонта является «великолепной и искренней тюремной драмой». Рецензент был сильно удивлён, когда на рекламном плакате пьесы увидел именно эту цитату, вырванную из контекста.
В январе 2024 года в Пекине вышла театральная постановка на китайском языке, 11 актёров прибыли из восьми стран, включая США, Финляндию и Россию. Продюсеры учитывали популярность кинофильма в Китае. В китайской версии с учётом цензуры использовалась лёгкая ненормативная лексика, гомосексуальные моменты не упоминались.